# Derya Türk-Nachbaur

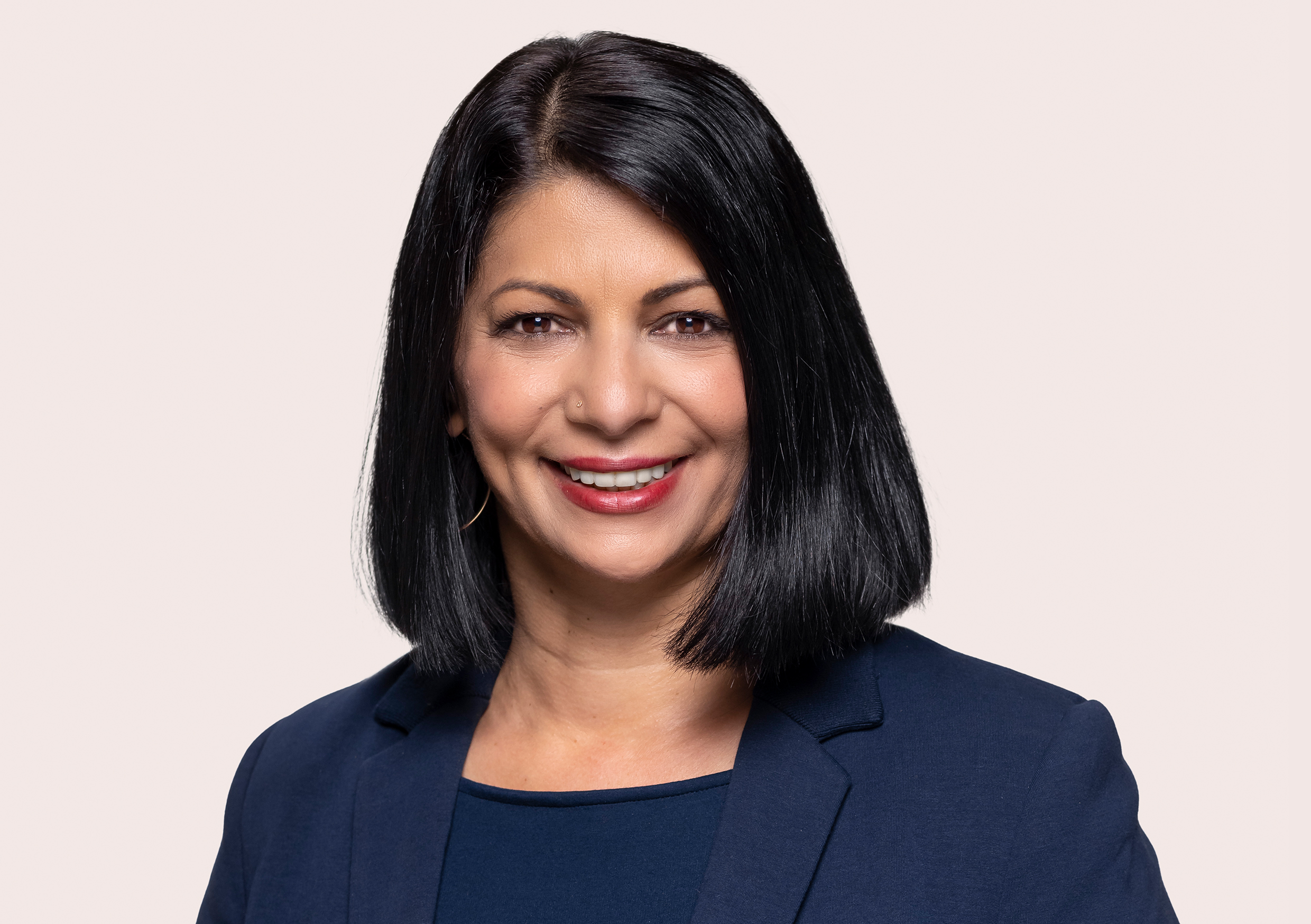
Derya Türk-Nachbaur, 2021

Derya Türk-Nachbaur (* 10. April 1973 als Derya Türk in Paderborn) ist eine deutsche Politikerin (SPD) und seit 2021 Mitglied des 20. Deutschen Bundestages.

## Leben
Türk-Nachbaur ist in Paderborn in Ostwestfalen als Kind einer sog. Gastarbeiterfamilie aufgewachsen. Das Abitur machte sie 1992 am Pelizaeus-Gymnasium Paderborn. Im Jahr 1993 begann sie ein Studium der Neueren deutschen Literatur, Medienwissenschaften und Amerikanistik an der Philipps-Universität Marburg, das sie aus familiären Gründen im Jahr 1998 abbrechen musste. Außerdem arbeitete sie in der Kulturredaktion einer türkischen Zeitung. Als Beruf gibt sie „Versicherungsfachfrau“ und eine solche Ausbildung an. Sie war als Lehrerin im Bereich der Jugendhilfe (VABO-Klassen) tätig.
Türk-Nachbaur ist mit dem Juraprofessor Andreas Nachbaur verheiratet. Sie ist Alevitin und hat vier Kinder.

## Politik
Im Jahr 2013 traten Türk-Nachbaur und ihr Mann in die SPD ein. Im Jahr 2018 rückte sie in den Gemeinderat von Bad Dürrheim nach, nachdem ihr Mann aus Protest gegen die erneut beschlossene Große Koalition auf Bundesebene aus der SPD aus- und als Gemeinderat zurückgetreten war. Im Gemeinderat war sie SPD-Fraktionssprecherin und Mitglied des Verwaltungsausschusses und des Stadtentwicklungs- und Umweltausschusses. Sie ist Kreisvorsitzende der SPD im Schwarzwald-Baar-Kreis sowie Beisitzerin im Landesvorstand der SPD Baden-Württemberg. Aus dem Bad Dürrheimer Gemeinderat schied sie im Juni 2022 vorzeitig aus, um sich auf ihr Bundestagsmandat konzentrieren zu können.

### Abgeordnete
Sie wurde bei der Bundestagswahl 2021 in den Deutschen Bundestag gewählt.
Türk-Nachbaur trat im Bundestagswahlkreis Schwarzwald-Baar (286) als Direktkandidatin an. Sie unterlag mit 18,1 % der abgegebenen Erststimmen Thorsten Frei (CDU), der 36,4 % erhielt. Den Einzug in den Bundestag schaffte sie über den Listenplatz 19.
Seit dem 24. Januar 2022 ist Türk-Nachbaur Mitglied der Parlamentarischen Versammlung des Europarates.
Als Sprecherin der SPD-Bundestagsfraktion innerhalb der Enquete-Kommission „Lehren aus Afghanistan für das künftige vernetzte Engagement Deutschlands“ hat sich Türk-Nachbaur insbesondere für eine Stärkung der zivilen Komponenten im Rahmen von internationalen Militäreinsätzen starkgemacht.
Türk-Nachbaur war maßgeblich an der Mitgestaltung des überfraktionellen Antrags zur Anerkennung des Völkermords an den Êzîden beteiligt. Der Zentralrat der Êzîden bezeichnete sie dafür als „wahre Freundin“ der Êzîden. Im Rahmen ihres Engagements erhielt sie am 3. August 2024 in der Frankfurter Paulskirche den Ehrenpreis des Zentralrats der Êzîden. Sie setzte sich zudem im Haushaltsausschuss des Bundestages für die Errichtung einer jesidischen Gedenkstätte in Deutschland ein, die an den Völkermord von 2014 erinnern soll.
Sie setzt sich gegen die Diskriminierung der Uiguren in der Volksrepublik China ein und gehört hierzu den Initiatoren einer entsprechenden Parlamentsgruppe aus CDU-, FDP-, SPD- und Bündnis 90/Grüne-Abgeordneten an.
Türk-Nachbaur ist Mitglied in verschiedenen Bundestagsausschüssen:
Ausschuss für wirtschaftliche Zusammenarbeit und Entwicklung (AfWZ), Ausschuss für Menschenrechte und humanitäre Hilfe (AfMR), Enquete-Kommission „Lehren aus Afghanistan“ (Sprecherin der SPD-Fraktion), Stellvertretendes Mitglied im Auswärtigen Ausschuss (AA), Vorsitzende der Parlamentariergruppe Malta-Zypern, Kuratoriumsvorsitzende der Gesellschaft für Internationale Zusammenarbeit (GIZ) und seit 2024 Kuratoriumsmitglied im Deutschen Institut für Menschenrechte.
Derya Türk-Nachbaur ist in mehreren Arbeitsgruppen und Parlamentariergruppen aktiv, darunter:
AG Europarat, AG Migration und Integration, Parlamentarischer Freundeskreis Berlin-Taipeh Parlamentskreis Uiguren Parlamentarische Gruppe Malta-Zypern Parlamentarische Gruppe Östliches Afrika Parlamentarische Gruppe Seenotrettung.
Sie ist Mitglied in der politischen Strömung „Parlamentarische Linke“ innerhalb der SPD und Mitglied im Parlamentarischen Beirat für Bevölkerung und Entwicklung der Deutschen Stiftung Weltbevölkerung.
Bei der Bundestagswahl 2025 trat Derya Türk-Nachbaur erneut gegen Torsten Frei an, errang aber mit nur 14,9 % der Erststimmen Platz drei im Wahlkreis, während Frei 42,3 % erreichte. Der Kandidat der AfD erreichte 22,4 %.
Auf Platz 11 der Landesliste der SPD stehend, gelang ihr über die Zweitstimmen (12,9 % im Wahlkreis) der Wiedereinzug in den Deutschen Bundestag.
Am 7. Mai 2025 wurde sie zu einer von drei Parlamentarischen Geschäftsführern gewählt.